# Asoci l'Sparapet
Asoci l'Sparapet (mort l'any 936) va ser un membre de la família dels Bagràtides, que va ser breument rei d'Armènia en el regnat del seu cosí Asoci II el Ferro (914 a 928), en competició amb ell entre els anys 920 o 921-923, però conservant el títol fins a la seva mort. Asoci era fill de Shapuh, i aquest fill del rei Asoci el Gran; Shapuh va ser sparapet d'Armènia i va morir cap a l'any 912.

## Biografia
L'oncle d'Asoci, el rei Simbaci, el va designar sparapet del regne, és-a-dir generalíssim o comandant suprem de l'exèrcit, títol que ja tenia el seu pare. El 909 o 910 es va haver de declarar vassall de l'emir sàjida Yússuf ibn Abi-s-Saj governador de l'Azerbaidjan. Després de la mort de Simbaci, sotmès a suplici per l'emir Yusuf el sàjida, la guerra va continuar contra el nou rei Asoci II, que l'any 921 va anar a Constantinoble però va retornar aviat.
Yusuf va intentar una revolta contra el califa però aquest el va tenir presoner del 919 al 922. Durant l'absència de Yusuf, molts trritoris que abans li pagaven tribut o en depenien directament, es van sotmetre al rei, que va anar recuperant els territoris que no l'obeïen; la resistència més forta que va trobar va ser a Kolb, on hi havia una guarnició sàjida però que era part del principat d'Asoci l'Sparapet, principat que tenia com a centres a Bagaran i Kolb, al nord i al sud de la confluència del riu Akhurean amb l'Araxes. Durant l'atac reial a Kolb, Asoci era a Dvin i el consell sàjida va decidir coronar-lo com a rei d'Armènia.
Potser va ser el mateix Yusuf en tornar el 922 qui li va donar la corona reial. Les destruccions dels armenis a Kolb van acabar d'incitar a Asoci a la lluita contra el rei. Va demanar l'aliança a Simbaci, Ixkhan de Siunia Oriental (que posseïa com a feu principal el Vaiots Dzor) i els seus tres germans Isaac, Bagben (senyor de Shusha o Balkh) i Vasaces, i d'Isaac, Ashot i Vasaces, ixkhans de Siunia Oriental (Vasaces posseïa el feu del Gelarquniq), però tots van preferir el partit del rei Asoci II el Ferro. El Catolicós Hovhannes V va aconseguir una treva en la lluita. Aquesta guerra va ser anomenada la "guerra dels dos Ashots".
La guerra entre el rei i l'sparapet Asoci es va reprendre aviat quan aquest darrer va ocupar la regió de Vagharxapat (Edjmiatsín). El rei el va atacar i li va causar una desfeta militar, i després va entrar a la ciutat de Vagharxapat on per un temps va establir la seva residència. L'sparapet es va refugiar a Dvin. Hovhannes V va negociar una segona treva.
El 923 el rei va decidir anar al Azerbaijan i fer homenatge a Yusuf. Aquest el va reconèixer i li va donar la corona reial. Li va donar autorització per sotmetre a Ashot l'sparapet, que era a Dvin. Asoci va atacar Dvin però es va haver de retirar amb moltes pèrdues. Hovhannes va ajustar una tercera treva.
El rei va viatjar llavors a Abkhàzia on Jordi li va donar contingents per compensar les pèrdues de l'atac de Dvin. No obstant com que l'sparapet va perdre el suport dels sàjides va deixar de representar un perill.
Asoci l'Sparapet es va retirar als seus dominis a Bagaran, tot guardant el títol reial, on va morir el 936, uns anys després de la mort del rei Asoci II.